# Warscewiczella marginata
Warscewiczella marginata là một loài thực vật có hoa trong họ Lan. Loài này được Rchb. f. miêu tả khoa học đầu tiên năm 1852.